# Webera multiflora
Webera multiflora là một loài Rêu trong họ Bryaceae. Loài này được (Müll. Hal.) A. Jaeger miêu tả khoa học đầu tiên năm 1875.